# Lalo Schifrin
Boris Claudio Schifrin, detto Lalo (Buenos Aires, 21 giugno 1932 – Los Angeles, 26 giugno 2025), è stato un compositore, arrangiatore e pianista argentino.
Fu l'autore delle colonne sonore di film come Bullitt, Ispettore Callaghan: il caso Scorpio è tuo!, Una 44 Magnum per l'ispettore Callaghan, I 3 dell'Operazione Drago, Brubaker, il tema di Mission: Impossible e le musiche del film Tango di Carlos Saura del 1998.
Schifrin vinse quattro Grammy Awards e ottenne sei candidature all'Oscar per i suoi lavori originali nei film Nick mano fredda, La volpe, La nave dei dannati, Amityville Horror, Competition e per la colonna sonora riadattata del film La stangata II. Nel novembre 2018 ricevette il premio Oscar onorario come tributo alla sua lunga carriera.
Nel 2012 presentò il cd del compositore italiano Andrea Ferrante contenente musiche originali per quartetto d'archi eseguite dal macedone Axios String Quartet. Incise per diverse case discografiche, fra cui la MGM Records.

## Biografia
Schifrin nacque il 21 giugno 1932 a Buenos Aires da una famiglia di origine ebraica; suo padre Luis diresse la seconda sezione violini dell'orchestra del Teatro Colón per 30 anni. All'età di sei anni iniziò un corso di sei anni di studio del pianoforte con Enrique Barenboim, padre del pianista e direttore d'orchestra Daniel Barenboim. A 16 anni continuò lo studio del pianoforte con l'espatriato greco-russo Andreas Karalis, ex direttore del Conservatorio di Kiev, e iniziò l'apprendimento dell'armonia con il compositore argentino Juan Carlos Paz. Durante questo periodo, Schifrin iniziò a interessarsi al jazz.
Anche se studiò sociologia e giurisprudenza presso l'Università di Buenos Aires, fu la musica a catturare la sua attenzione. All'età di 20 anni, ottenne una borsa di studio al Conservatorio di Parigi, suonando jazz durante la notte nei club di Parigi. Nel 1955, Schifrin suonò il pianoforte con l'argentino Astor Piazzolla, e rappresentò il suo Paese al Festival Internazionale del Jazz di Parigi.
Lalo Schifrin fu inizialmente ingaggiato nel 1973 per comporre la colonna sonora del film L'esorcista diretto da William Friedkin. Quando Schifrin presentò la traccia al regista, Friedkin lanciò la cassetta fuori dalla finestra del locale di montaggio, di fatto licenziando il compositore (come lo stesso regista raccontò in una intervista sul film). In realtà alcune brevissime parti della colonna sonora composta da Schifrin furono inserite nella pellicola e nei trailer dell'epoca.
Dal 1990 arrangiò con grande abilità i Medley eseguiti nei concerti de I Tre Tenori.
È morto nel 2025, ultranovantenne, per le complicazioni di una polmonite.

## Composizioni

### Balletti
- Gillespiana (1961)
- Jazz Faust (1963)

### Per orchestra
- Dialogues per quintetto jazz (1969)
- Improvisation per solista jazz (1969)
- Pulsations per piano elettronico e jazz band (1971)
- Gui concerto (1984)
- Tropicos per orchestra da camera (1983)
- Concerto per pianoforte (senza data)
- Concerto per tromba, percussioni, e orchestra di fiati (senza data)
- Concerto per violino e violoncello (senza data)

### Musica da camera
- Suite per tromba e ottoni (1961)
- The Ritual of Sound per 15 strumenti (1962)
- Canons per quintetto (1969)
- Variants on a Madrigal of Gesualdo per 13 strumenti (1969)
- Continuum per arpa (1970)
- Capriccio per clarinetto e archi (1981)

### Musica vocale
- Jazz Suite in the Mass Texts per jazz band (1965)
- The Rise and Fall of Third Reich oratorio (1967)
- Rock Requiem (1970)
- Madrigals for the Space Age per voce recitante e coro (1976)

## Discografia

### Album da solista
- 1962: Piano Strings And Bossa Nova (MGM Records)
- 1963: Samba Para Dos (Verve Records) (con Bob Brookmeyer)
- 1962/1963: Trombone jazz samba/Samba para dos, (con Brookmeyer) (EmArcy)
- 1964: New Fantasy (Verve Records)
- 1966: The Dissection And Reconstruction Of Music From The Past As Performed By The Inmates Of Lalo Schifrin's Demented Ensemble As A Tribute To The Memory Of The Marquis De Sade (Verve Records)
- 1968: There's A Whole Lalo Schifrin Goin' On (Dot Records)
- 1971: Rock Requiem (Verve Records)
- 1976: Black Widow (CTI Records)
- 1977: Towering Toccata (CTI Records)
- 1978: Gypsies (Tabu Records)
- 1979: No One Home (Tabu Records)
- 1982: Ins and Outs (Palo Alto)
- 1992: Jazz Meets the Symphony (Atlantic) con Ray Brown e la London Philharmonic Orchestra
- 1993: More Jazz Meets the Symphony (Atlantic) con Paquito D'Rivera, Ray Brown e la London Philharmonic Orchestra
- 1993: Cantos Aztecas (Pro Arte)
- 1995: Firebird: Jazz Meets the Symphony No. 3 (Four Winds) con Paquito D'Rivera, Ray Brown e la London Philharmonic Orchestra
- 1996: Gillespiana (Aleph)
- 1997: Lili'uokalani Symphony (Urtext Digital Classics)
- 1998: Jazz Mass in Concert (Aleph)
- 1998: Metamorphosis: Jazz Meets the Symphony No. 4 (Aleph)
- 1999: Mannix (Aleph)
- 1999: Latin Jazz Suite (Aleph)
- 1999: Jazz Goes to Holywood (Aleph)
- 1999: The Fox (Aleph)
- 2000: Esperanto (Aleph)
- 2000: Bullitt (Aleph)
- 2000: Intersections: Jazz Meets the Symphony No. 5 (Aleph)
- 2001: Schifrin/Schuller/Shapiro: Piano Trios (Naxos)

### Colonne sonore
- 1957: Venga a bailar el rock, regia di Carlos Stevani
- 1958: El jefe, regia di Fernando Ayala
- 1964: Agguato nella savana (Rhino!), regia di Ivan Tors
- 1964: Crisantemi per un delitto (Les félins), regia di René Clément
- 1965: L'ultimo omicidio (Once a Thief), regia di Ralph Nelson
- 1965: Dark Intruder, regia di Harvey Hart
- 1965: Cincinnati Kid (The Cincinnati Kid), regia di Norman Jewison
- 1965: S.S.S. sicario servizio speciale (The Liquidator), regia di Jack Cardiff
- 1965: L'affare Blindfold (Blindfold), regia di Philip Dunne
- 1966: Stazione luna (Way... Way Out), regia di Gordon Douglas
- 1966: Matt Helm... non perdona! (Murderers' Row), regia di Henry Levin
- 1966: La 18ª spia (I Deal in Danger), regia di Walter Grauman
- 1967: Suspense a Venezia (The Venetian Affair), regia di Jerry Thorpe
- 1967: 8 falsari, una ragazza e... un cane onesto (Who's Minding the Mint?), regia di Howard Morris
- 1967: Nick mano fredda (Cool Hand Luke), regia di Stuart Rosenberg
- 1967: La volpe (The Fox), regia di Mark Rydell
- 1967: La folle impresa del dottor Schaefer (The President's Analyst), regia di Theodore J. Flicker
- 1968: Bullitt
- 1968: La fratellanza (The Brotherhood)
- 1968: Duello nel Pacifico (Hell in the Pacific)
- 1968: L'uomo dalla cravatta di cuoio (Coogan's Bluff)
- 1969: Che!
- 1970: I guerrieri (Kelly's Heroes)
- 1970: WUSA
- 1971: L'uomo che fuggì dal futuro (THX 1138)
- 1971: La notte brava del soldato Jonathan (The Beguiled), regia di Don Siegel
- 1971: Ispettore Callaghan: il caso Scorpio è tuo! (Dirty Harry)
- 1971: La cronaca di Hellstrom (The Hellstrom Chronicle), regia di Walon Green e Ed Spiegel
- 1971: Pretty Maids All in a Row
- 1972: Arma da taglio
- 1972: Joe Kidd
- 1972: La notte del furore (Rage)
- 1972: The Wrath of God
- 1973: Una 44 Magnum per l'ispettore Callaghan (Magnum Force)
- 1973: I 3 dell'Operazione Drago (Enter the Dragon)
- 1973: Chi ucciderà Charley Varrick? (Charley Varrick)
- 1973: Hit!
- 1974: Milady - I quattro moschettieri (The Four Musketeers)
- 1976: La notte dell'aquila (The Eagle Has Landed)
- 1976: La nave dei dannati (Voyage of the Damned)
- 1977: Rollercoaster - Il grande brivido
- 1977: Telefon
- 1978: Return from Witch Mountain
- 1978: The Manitou
- 1979: Amityville Horror
- 1979: Amici e nemici (Escape to Athena)

- 1979: Airport '80 (The Concorde ... Airport '79)
- 1979: Boulevard Nights, 1979
- 1979: Tiro incrociato (Love and Bullets), regia di Stuart Rosenberg
- 1980: Chi tocca il giallo muore (The Big Brawl)
- 1980: Ormai non c'è più scampo (When Time Ran Out)
- 1980: Competition
- 1980: Serial
- 1980: The Nude Bomb
- 1981: Il cavernicolo (Caveman)
- 1981: Loophole
- 1982: Amityville Possession (Amityville II: The Possession)
- 1982: The Seduction
- 1982: Classe 1984 (Class of 1984), regia di Mark L. Lester
- 1983: Coraggio... fatti ammazzare (Sudden Impact)
- 1983: Osterman Weekend
- 1983: Doctor Detroit
- 1983: La stangata II (The Sting II)
- 1984: Tank
- 1985: Bad Medicine
- 1985: The Mean Season
- 1986: The Ladies Club
- 1986: Il giorno della luna nera (Black Moon Rising)
- 1987: Quarto protocollo (The Fourth Protocol)
- 1988: The Silence at Bethany
- 1988: Scommessa con la morte (The Dead Pool)
- 1989: Return From the River Kwai
- 1991: F/X 2 - Replay di un omicidio (F/X2)
- 1993: A Beverly Hills... signori si diventa (The Beverly Hillbillies)
- 1996: Scorpion Sting
- Traffico di diamanti (Money Talks), regia di Brett Ratner (1997)
- 1997: Qualcosa in cui credere ( Something to Believe In)
- 1998: Tango (Tango, no me dejes nunca)
- 1998: Rush Hour - Due mine vaganti
- 2001: Colpo grosso al drago rosso - Rush Hour 2
- 2003: Un ciclone in casa (Bringing Down the House)
- 2004: Il ponte di San Luis Rey (The Bridge of San Luis Rey)
- 2004: After the Sunset
- 2006: Abominable
- 2007: Rush Hour 3: Missione Parigi

### Temi per serie televisive
- 1964: Organizzazione U.N.C.L.E. (The Man from U.N.C.L.E.)
- 1966: T.H.E. Cat
- 1966: Missione Impossibile (Mission: Impossible)
- 1967: Mannix
- 1969: Medical Center
- 1974: Il pianeta delle scimmie (Planet of the Apes)
- 1975: Starsky & Hutch
- 1976: Squadra Most Wanted
- 1982: Chicago Story
- 1984: Glitter
- 1987: Sparky's Magic Piano

## Omaggi
Il personaggio della serie TV Better Call Saul, Lalo Salamanca, prende il suo nome da Schifrin.